# Пам'ятки історії Білогірського району (Крим)
У Білогірському районі Криму нараховується 49 пам'яток історії та монументального мистецтва, усі — місцевого значення.
| № п/п | Обліковий номер | Найменування пам'ятника                                                                  | дата | Місто                                                | Розташування                                                               | Рішення про взяття на облік     | фото |
| ----- | --------------- | ---------------------------------------------------------------------------------------- | --- | ---------------------------------------------------- | -------------------------------------------------------------------------- | ------------------------------- | ---- |
| 1     | 2277            | Пам'ятний знак на честь воїнів-односельчан.                                              | 1976 р. | с. Ароматне                                          |                                                                            | Рішення КО від 15.01.1980 № 16  |      |
| 2     | 936             | Братська могила радянських воїнів (поховано 3 особи)                                     | травень 1944 р. | с. Красногірське                                     | кладовище                                                                  | Рішення КО від 05.09.1969 № 595 |      |
| 3     | 937             | Братська могила жертв фашистського терору.                                               | 1975 р. | с. Курортне                                          |                                                                            | Рішення КО від 05.09.1969 № 595 |      |
| 4     | 940             | Братська могила партизан та мирних жителів                                               | грудень 1941 р. — лютий 1942 р.                                                                                              | с. Поворотне                                         | північно-східна окраїна                                                    | Рішення КО від 05.09.1969 № 595 |      |
| 5     | 941             | Братська могила підпільниць А. А. і О. А. Кулякіних                                      | квітень 1944 р. | с. Василівка                                         | цвинтар                                                                    | Рішення КО від 05.09.1969 № 595 |      |
| 6     | 2274            | Пам'ятний знак на честь воїнів-односельчан.                                              | 1973 р. Автор: скульптор Н. Д. Солощенко                                                                                     | с. Василівка, біля Будинку культури                  | вул. Команського                                                           | Рішення КО від 15.01.1980 № 16  |      |
| 7     | 2332            | Могила невідомого радянського воїна                                                      | 1941—1944 рр. | с. Павлівка                                          | вул. Нова                                                                  | Рішення КО від 15.01.1980 № 16  |      |
| 8     | 943             | Могила М. Н. Клюева                                                                      | вересень 1943 р. | с. Пролом                                            | 1 км на північний схід, в саду                                             | Рішення КО від 05.09.1969 № 595 |      |
| 9     | 942             | Братська могила підпільників, квітень 1944 р.                                            | 1958 р. | с. Пролом                                            | біля шосе Білогірськ — Золоте Поле                                         | Рішення КО від 05.09.1969 № 595 |      |
| 10    | 3034            | Пам'ятний знак на честь воїнів-односельців, полеглих на фронтах ВВВ                      | | с. Вишенне                                           |                                                                            | Рішення КО від 15.04.1986 № 164 |      |
| 11    | 963             | Пам'ятник А. Алексєєву.                                                                  | 1967 р. | с. Вишенне                                           | біля школи                                                                 | Рішення КО від 05.09.1969 № 595 |      |
| 12    | 944             | Братська могила радянських воїнів та партизанів                                          | 1944 р. | с. Олександрівка                                     | західна околиця                                                            | Рішення КО від 05.09.1969 № 595 |      |
| 13    | 3036            | Пам'ятний знак на честь воїнів-односельців, полеглих на фронтах ВВВ                      | | с. Зеленогірське                                     | вул. Київська, біля Будинку культури                                       | Рішення КО від 15.04.1986 № 164 |      |
| 14    | 945             | Братська могила партизан                                                                 | січень 1944 р. | с. Міжгір'я                                          | 8 км на південь, в Василівської балці                                      | Рішення КО від 05.09.1969 № 595 |      |
| 15    | 946             | Братська могила радянських льотчиків                                                     | 1942 р. | с. Новикове                                          | цвинтар                                                                    | Рішення КО від 05.09.1969 № 595 |      |
| 16    | 953             | Братська могила радянських воїнів                                                        | 1944 р. | колишн. с. Навчальний                                | кладовище (територія Топловського Свято-Параскевського жіночого монастиря) | Рішення КО від 05.09.1969 № 595 |      |
| 17    | 939             | Братська могила радянських партизан                                                      | 1942—1944 рр. | с. Земляничне                                        | сільське кладовище                                                         | Рішення КО від 05.09.1969 № 595 |      |
| 18    | 933             | Могила П.М. Вербівське                                                                   | серпень 1929 р. | смт Зуя                                              | цвинтар                                                                    | Рішення КО від 05.09.1969 № 595 |      |
| 19    | 931             | Братська могила партизан та членів їхніх сімей (поховано 9 осіб)                         | Лютий 1943 р. | смт Зуя                                              | цвинтар                                                                    | Рішення КО від 05.09.1969 № 595 |      |
| 20    | 962             | пам'ятник І. С. Кулявіну                                                                 | 1942—1943 рр. | смт Зуя                                              | вул. Шосейна                                                               | Рішення КО від 05.09.1969 № 595 |      |
| 21    | 930             | Братська могила радянських воїнів та партизанів                                          | 1941—1944 рр. | смт Зуя                                              | вул. Шосейна                                                               | Рішенням КО від 15.01.1980 № 16 |      |
| 22    | 932             | Братська могила радянських воїнів-партизан та пам'ятник односельцям                      | 1941—1945 рр. | смт Зуя                                              | вул. Шосейна, парк                                                         | Рішення КО від 05.09.1969 № 595 |      |
| 23    | 935             | Братська могила мирних жителів                                                           | січень 1944 р. | с. Баланове                                          | цвинтар                                                                    | Рішення КО від 05.09.1969 № 595 |      |
| 24    | 1848            | Братська могила партизан                                                                 | 1941—1944 рр. | з. Петрове                                           | 3 км на південний захід, урочище Ой-Яул                                    | Рішення КО від 15.01.1980 № 16  |      |
| 25    | 3037            | Пам'ятний знак на честь воїнів-односельців, полеглих на фронтах ВВВ                      | с. Зибіне | вул. Леніна, біля Будинку культури                   | Рішення КО від 15.04.1986 № 164                                            |                                 |      |
| 26    | 3157            | Пам'ятний знак на честь воїнів-односельців                                               | травень 1985 р. | с. Зибіне                                            | сквер ім. 40-річчя Перемоги                                                | Рішення КО від 20.02.1990 № 48  |      |
| 27    | 947             | Могила невідомого радянського воїна                                                      | квітень 1944 р. | с. Мельники                                          | 0,8 км на південь, у саду                                                  | Рішення КО від 05.09.1969 № 595 |      |
| 28    | 927             | Братська могила мирних жителів                                                           | 1941 р. |                                                      | 1 км на південь, праворуч від шосе Білогірськ — Привітне, в саду           | Рішення КО від 05.09.1969 № 595 |      |
| 29    | 929             | Братська могила членів родини партизана (поховано 5 осіб)                                | 1943 р. |                                                      | 1 км на південь, праворуч від шосе Білогірськ — Привітне, в саду           | Рішення КО від 05.09.1969 № 595 |      |
| 30    | 949             | Могила А. Васильєва                                                                      | 1920 р. | с. Олексіївка                                        | пагорб біля лісництва                                                      | Рішення КО від 05.09.1969 № 595 |      |
| 31    | 3158            | Пам'ятний знак на честь бійців Ічкінського партизанського загону                         | 1941—1944 рр. | с. Красноселівка                                     | 17 км від дороги Білогірськ — Привітне, біля дороги на Нижній Кокасан      | Рішення КО від 20.02.1990 № 48  |      |
| 32    | 950             | Могила невідомого радянського воїна                                                      | 1941—1944 рр. | с. Криничне                                          | південно-західна околиця села                                              | Рішення КО від 05.09.1969 № 595 |      |
| 33    | 948             | Братська могила партизан, 1918 р.                                                        | 1941—1944 рр. | урочище Верхній Кокасан                              | 3 км на схід від 116/11 км шосе на Привітне                                | Рішення КО від 05.09.1969 № 595 |      |
| 34    | 919             | Пам'ятний знак на місці боїв партизанських загонів з німецько-фашистськими загарбниками. | 1964 р. | урочище Нижній Кокасан, біля шосе Джанкой — Привітне | Рішення КО від 05.09.1969 № 595                                            |                                 |      |
| 35    | 934             | Братська могила мирних жителів                                                           | січень 1942 р. | 1972 р.                                              | с. Кримська Роза, 23-й км шосе Сімферополь — Феодосія                      | Рішення КО від 05.09.1969 № 595 |      |
| 36    | 3035            | Пам'ятний знак на честь воїнів-односельців, полеглих на фронтах ВВВ                      | с. Кримська Роза, у будівлі управління Дослідного господарства Всесоюзного науково-дослідного інституту ефіроолійних культур | Рішення КО від 15.04.1986 № 164                      |                                                                            |                                 |      |
| 37    | 951             | Братська могила радянських воїнів                                                        | 1944 р. | с. Курське                                           | цвинтар                                                                    | Рішення КО від 05.09.1969 № 595 |      |
| 38    | 954             | Братська могила партизан та мирних жителів                                               | 1944 р. 1975 р. | с. Мельничне, сільське кладовище                     | Рішення КО від 05.09.1969 № 595                                            |                                 |      |
| 39    | 3156            | Пам'ятний знак на честь воїнів-односельчан.                                              | 1986 р. | с. Мельничне                                         | вул. Підгірна, біля Будинку культури                                       | Рішення КО від 20.02.1990 № 48  |      |
| 40    | 2275            | Пам'ятний знак на честь воїнів-односельчан.                                              | 1975 р. | Мічурінський с/с, с. Мічурінське, у Будинку культури | Рішення КО від 15.01.1980 № 16                                             |                                 |      |
| 41    | 2328            | Братська могила радянських воїнів-парашутистів (поховано 3 особи)                        | січень 1942 р., перепоховання — в 1974 р.                                                                                    | с. Муромське, біля середньої школи                   | Рішення КО від 15.01.1980 № 16                                             |                                 |      |
| 42    | 2313            | Братська могила партизан                                                                 | 1944 р. | с. Сінне, у парку                                    | Рішення КО від 15.01.1980 № 16                                             |                                 |      |
| 43    | 955             | Братська могила радянських воїнів                                                        | 1944 р. | с. Ганнівка                                          | цвинтар                                                                    | Рішення КО від 05.09.1969 № 595 |      |
| 44    | 2311            | Пам'ятник Герою Радянського Союзу Л. І. Новожилову.                                      | 1974 р. | с. Новожилівка                                       | Рішення КО від 15.01.1980 № 16                                             |                                 |      |
| 45    | 956             | Могила В. В. Рудковского                                                                 | березень 1944 р. | с. Новожилівка                                       | цвинтар                                                                    | Рішення КО від 05.09.1969 № 595 |      |
| 46    | 957             | Могила Л. Д. Неумивако                                                                   | лютий 1944 р. | с. Русаківка                                         | цвинтар                                                                    | Рішення КО від 05.09.1969 № 595 |      |
| 47    | 2329            | Пам'ятний знак на честь воїнів-односельчан.                                              | 1973 р. | с. Русаківка                                         | у Будинку культури                                                         | Рішення КО від 15.01.1980 № 16  |      |
| 48    | 958             | Братська могила радянських воїнів та партизанів                                          | квітень 1944 р. | с. Цвіточне                                          | цвинтар                                                                    | Рішення КО від 21.06.1983 № 362 |      |
| 49    | 2276            | Пам'ятний знак на честь воїнів-односельчан.                                              | 1976 р. | с. Цвіточне                                          | у Будинку культури                                                         | Рішення КО від 21.06.1983 № 362 |      |